# Kalavalapalli
Kalavalapalli est un village du district du Godavari occidental dans l'État d'Andhra Pradesh en Inde. 
Selon le recensement de l'Inde de 2011, la localité compte une population de 5 984 habitants.